# Overlord (ранобе)
Overlord (яп. オーバーロード, О:ба:ро:до, «Оверлорд») — серія ранобе авторства Кугане Маруями з ілюстраціями so-bin. Перший роман серії почав публікуватися онлайн в 2010 році, потім права на книги були придбані видавництвом Enterbrain . З 30 липня 2012 року було видано 13 томів. Манґа-адаптація виходить в журналі Comp Ace компанії Kadokawa Shoten з 26 листопада 2014 року. Студією Madhouse була створена аніме-адаптація, яка транслювалася з 7 червня по 29 вересня 2015 року. У січні 2018 року розпочали виходити серії 2 сезону аніме-адаптації. 3 сезон стартував 10 липня 2018 року.
Overlord дуже популярний в Японії. Станом на червень 2015 року, кількість проданих книг склало близько 600 тис. Примірників, за даними на серпень 2015 року, книги розійшлися тиражем понад 1,5 млн копій. Станом на кінець 2017 року продано понад 2,6 млн примірників (дані тільки Японського ринку).
9 квітня 2019 року за твором у вигляді аніме-серіалу був випущений кросовер Isekai Quartet.

## Сюжет
У 2126 році була випущена масова багатокористувацька онлайн гра з повним зануренням (англ. Dive Massively Multiplayer Online Role Playing Game) або DMMO-RPG під назвою «Іґґдрасіль». Вона дає гравцеві надзвичайну можливість високої взаємодії з ігровим світом, що виділяє її серед усіх інших DMMO-RPG. Через 12 років після запуску ігрових серверів, оголошують про їх відключення. У грі є гільдія Айнц Уел Ґовн (яп. アインズ・ウール・ゴウン, Айндзу У:ру Гоун, Ainz Ooal Gown) яка колись складалась з 41 гравця і вважалася однією з найсильніших гільдій в грі (займала 9 місце з більш ніж 800 гільдій, але на момент відключення серверів опустилася до 29 місця). Зараз залишилося тільки 4 гравці, решта 37 назавжди покинули гру. З цих 4 тільки один, глава гільдії Момонга, продовжує грати і підтримувати стан Великої гробниці Назарік. В день закриття гри крім нього в Назарікові був всього один член гільдії, який вийшов з клієнта гри незадовго до відключення серверів.
За ностальгічними міркуваннями Момонга вирішив побути в грі до відключення серверів опівночі (00:00:00). У призначений час гра не відключилася, але зникла можливість вийти з гри, а ігрові боти (NPC) стали вести себе значно реалістичніше. Світ навколо Гробниці Назарік теж змінився, це був більше не Іґґдрасіль. У світі працює вся магія і є різні монстри зі світу Иггдрасиля. Сам Момонга розуміє, що тепер він ліч. А ось кнопки вийти з гри вже немає. Момонга збирається дізнатися чи потрапив хтось із гравців Іґґдрасіль в новий світ. Він змінює своє ім'я на Айнц Уел Ґовн, щоб інші гравці змогли впізнати його, і приймається вивчати світ.

## Персонажі

### Назарік
Значні персонажі виступають на стороні Назаріка. Головним героєм є Момонга (пізніше Айнц Уел Ґовн) колишній гравець у грі Іґґдрасіль. Решта персонажів є NPC з ігрового світу Іґґдрасіль, або приєдналися до Назаріка в новому світі

#### Айнз Уел Ґовн
Айнз Уел Гоун (яп. アインズ・ウール・ゴウン, Айндзу У:ру Ґоун) також відомий як Момонґа (яп. モモンガ) / Момон (яп. モモン)
Сейю: Сатоші Хіно: Головний герой, лідер і єдиний член гільдії Айнц Уел Ґовн. В реальності офісний клерк і завзятий гравець ММОРПГ «Іґґдрасіль». В день закриття вищезгаданої гри, перебуваючи онлайн, раптово потрапляє в інший світ в образі свого ігрового персонажа — Момонґи. Буквально переродившись в справжню нежить, і усвідомивши своє становище, головний герой починає збір інформації про новий світ, а також змінює ім'я на назву своєї колись прославленої гільдії в надії, що в майбутньому воно прогримить на весь світ і приверне гравців, які теж могли залишитися в грі . Протагоніст дуже обережний в новому світі і перший час не вживає ніяких серйозних дій. Айнц вступає в гільдію авантюристів під ім'ям Момон і стає відомий як загадковий «Темний воїн». Є дві мети які переслідує герой: досліджувати новий світ і отримати місцеві гроші.

#### NPC Назаріка
Колишні елітні NPC, створені членами гільдії Айнц Уел Ґовн «вищими істотами») для захисту великої гробниці назаріка. При переході в інший світ вони ожили, втілюючи в собі описи придумані їхнім автором. В описі кожного було закладено відданість Назаріку і вищим істотам, тобто членам гільдії Айнц Уел Ґовн.
Альбедо (яп. アルベド, Арубедо)
Сейю: Юмі Хара: Доглядач вартою поверхів, суккуб. Друга у владній ієрархії Назаріка після Айнца. Постає в образі гарної жінки з крилами занепалого ангела і рогами, які як корона обрамляють її голову. Повне екіпірування Альбедо складається з важких чорно-фіолетових обладунків, рогатого шолома і сокири. Внаслідок легковажної зміни її опису, внесеного Айнзом безпосередньо перед переходом в новий світ, відчуває до нього сильний любовний потяг. Зневажає людей, вважаючи їх нижчою формою життя.
Шалті Бладфоллен (яп. シャルティア・ブラッドフォールン, Шяручіа Бураддофо:рун)
Сейю: Суміре Уесака: Вартовий першого, другого і третього поверхів Назаріка, істинний предок, колишня NPC. Також закохана в Момонгу, що робить відносини з Альбедо конкурентними. У повсякденному житті виглядає як маленька дівчинка з непропорційно великими грудьми, блідою шкірою та білим волоссям, в сукні вікторіанської епохи. Істинний же її вигляд разюче відрізняється: кровосисний монстр з лицем міноги, а саме довгим язиком і круглим ротом-присоскою. Володіє червоними бойовими обладунками і бореться модифікованим списом.
Коцит (яп. コキュートス, Кокю:тосу)
Сейю: Кента Міяке: Вартовий п'ятого поверху, інсектоїд. Могутній воїн і виконавчий слуга, який робить свої перші кроки в тактиці і стратегії щоб стати гідним полководцем. На відміну від інших вартових, Коцит не зневажає слабших істот, цінує в смертних хоробрість і бойовий дух. Очолив перше нашестя на землі людоящерів і зазнав поразки. У другій битві особисто перебив лідерів людоящерів, згодом ставши правителем цих земель і народу. Схожий на крижаного комаховидного гуманоїда, з чотирма руками і біло-блакитним, покритим льодом панциром, в бою використовує 4 зброї по одній в кожній руці.
Аура Белла Фьора (яп. アウラ・ベラ・フィオーラ, Аура Белла Фіо:ра)
Сейю: Емірі Като: Вартовий шостого поверху; темний ельф. Персонаж жіночої статі, сестра-близнюк Маре. За мірками ельфів вона дуже юна, але не за людськими, їй 80 років. Дуже егоїстична особистість, пустотлива і енергійна, екстраверт. Між Аурою і Шалті постійно відбуваються словесні перепалки. Аура досить спритно управляється з довгими мечами, а одна з її сил полягає в прирученні тварин і чудовиськ. Незважаючи на юність і легковажний дитячий характер, є смертоносним захисником Назаріка, нещадною вбивцею і бездоганною слугою Айнц Уел Ґовн. Вважає за краще носити чоловічий одяг і має яскраво виражену гетерохромію.
Маре Белло Фьора (яп. マーレ・ベロ・フィオーレ, Ма:ре Беро Фіо:ре)
Сейю: Юмі Учіяма: Вартовий шостого поверху; друїд; темний ельф Персонаж чоловічої статі, брат-близнюк аури. За мірками ельфів він дуже юний, але не за людськими — йому 80 років. На відміну від своєї сестри Марі сором'язливий і спокійний інтроверт, що не заважає йому відмінно виконувати обов'язки смертоносного слуги Назаріка. Під час заворушень в столиці за планом Деміурга сили Назаріка захоплюють і підпорядковують найбільшу злочинну організацію королівства Ре-Естіз «Вісім пальців», головою якої стає Маре. Особливою силою Маре є магія терраформування. Також як і у його сестри, у Марі спостерігається гетерохромія (різнокольорові очі), з тією лише різницею, що у Аури ліве око блакитне, а праве — зелене; у Маре — навпаки. Носить жіночий одяг, застосовує в бою магічний посох друїда.
Деміурґ (яп. デミウルゴス, Деміуруґосу)
Сейю: Масаюкі Като: Вартовий Сьомого поверху, демон; головний стратег гробниці Назаріка. Деміург носить стильний помаранчевий костюм і круглі окуляри; в своїй людиноподібної формі має алмазні очі і довгий металевий хвіст; а в демонічної нагадує гігантську жабу. Найлютіший і геніальний NPC в Назарікові, насолоджується чужими стражданнями, про що свідчать його експерименти над в'язнями. Деміург відповідає за тактику і захист Назаріка; прагнучи передбачити плани свого повелителя, він, сам того не відаючи, підказує Айнц Уел Ґовн, як краще вчинити. Деміург і Себас мають різні погляди на світ, як і їх творці, які часто конфліктували. Після слів Айнц Уел Ґовн (про захоплення світу) стає одержимим цією ідеєю і намагається всіляко йому допомогти в цій справі.
Себас Чьян/Себас (яп. セバス・チャン, Себасу Чян)
Сейю: Шіґеру Чіба: Головний дворецький Назаріка, драконоїд; глава загону Плеяди. Зовні він повністю схожий на літнього з акуратною бородою людини. Спеціалізацією Себаса є рукопашний бій. За силою і іншими характеристикам він не поступається вартовим поверхів. На відміну від інших NPC володіє сильним почуттям справедливості, закладений його творцем Touch-Me. Намагається не вбивати без вагомої причини, а нужденним допомагати. Деміург володіє протилежним поглядом, через що вони конфліктують.

## Медіа

### Ранобе
Серія ранобе написана Кугане Маруями з ілюстраціями so-bin, почав публікуватися в 2010 році до придбання Enterbrain. Станом на 30 вересня 2017 року були опубліковані дванадцять томів, перший випуск був опублікований 30 липня 2012 року і дванадцятий випуск виданий 30 вересня 2017 року.
Yen Press оголосила про покупку ліцензії на серію в жовтні 2015 для Північної Америки і почала публікувати романи англійською мовою, перша публікація була 24 травня 2016 року.
На англійську мову перекладено перші 7 книг і оголошено про швидкий вихід 8 книги.
У Росії серія викуплена Видавничим домом «Істарі комікс». Передзамовлення першого тому ранобе було закрито 28 лютого 2018 року.
| №  | Назва                                                                                       | Японською         | Японською              | Англійською     | Англійською            |
| №  | Назва                                                                                       | Дата виходу       | ISBN                   | Дата виходу     | ISBN                   |
| -- | ------------------------------------------------------------------------------------------- | ----------------- | ---------------------- | --------------- | ---------------------- |
| 1  | The Undead King Fushisha no Ō (不死者の王)                                                  | 30 липня 2012     | ISBN 978-4-04-728152-3 | 24 травня 2016  | ISBN 978-0-316-27224-7 |
| 2  | The Dark Warrior Shikkoku no Senshi (漆黒の戦士)                                            | 30 листопада 2012 | ISBN 978-4-04-728451-7 | 27 вересня 2016 | ISBN 978-0-316-36391-4 |
| 3  | The Bloody Valkyrie Senketsu no Ikusa Otome (鮮血の戦乙女)                                  | 30 березня 2013   | ISBN 978-4-04-728689-4 | 24 січня 2017   | ISBN 978-0-316-36393-8 |
| 4  | The Lizardman Heroes Rizādoman no Yūsha-tachi (蜥蜴人の勇者たち)                            | 31 липня 2013     | ISBN 978-4-04-728953-6 | 23 травня 2017  | ISBN 978-0-316-39759-9 |
| 5  | The Men of the Kingdom Part I Ōkoku no Otoko-tachi (Jō) (王国の漢たち [上])                 | 28 грудня 2013    | ISBN 978-4-04-729259-8 | 19 вересня 2017 | ISBN 978-0-316-39761-2 |
| 6  | The Men of the Kingdom Part II Ōkoku no Otoko-tachi (Ge) (王国の漢たち [下])                | 31 січня 2014     | ISBN 978-4-04-729356-4 | 1 січня 2018    | ISBN 978-0-316-39879-4 |
| 7  | The Invaders of the Great Tomb Daifunbo no Shinnyūsha (大墳墓の侵入者)                      | 30 серпня 2014    | ISBN 978-4-04-729809-5 | 22 травня 2018  | ISBN 978-0-316-39881-7 |
| 8  | The Two Leaders Futari no Shidōsha (二人の指導者)                                           | 26 грудня 2014    | ISBN 978-4-04-730084-2 | 18 вересня 2018 | ISBN 978-0-316-39884-8 |
| 9  | The Caster of Destruction Hagun no Mahō Eishōsha (破軍の魔法詠唱者)                         | 29 червня 2015    | ISBN 978-4-04-730473-4 | 22 січня 2019   | ISBN 978-0-316-39886-2 |
| 10 | The Ruler of Conspiracy Bōryaku no Tōchisha (謀略の統治者)                                  | 30 травня 2016    | ISBN 978-4-04-734089-3 | 21 травня 2019  | ISBN 978-0-316-44498-9 |
| 11 | The Dwarven Crafter Yama Kobito no Kōshō (山小人の工匠)                                     | 30 вересня 2016   | ISBN 978-4-04-734230-9 | 29 жовтня 2019  | ISBN 978-0-316-44501-6 |
| 12 | The Paladin of the Sacred Kingdom Part I Sei Ōkoku no Sei Kishi (Jō) (聖王国の聖騎士 [上])  | 30 вересня 2017   | ISBN 978-4-04-734845-5 | 23 червня 2020  | ISBN 978-1-975-30806-3 |
| 13 | The Paladin of the Sacred Kingdom Part II Sei Ōkoku no Sei Kishi (Ge) (聖王国の聖騎士 [下]) | 27 квітня 2018    | ISBN 978-4-04-734947-6 | 1 червня 2021   | ISBN 978-1-975-31153-7 |
| 14 | The Witch of the Doomed Kingdom Mekkoku no Majo (滅国の魔女)                                | 12 березня 2020   | ISBN 978-4-04-735885-0 | 28 червня 2022  | ISBN 978-1-975-32380-6 |
| 15 | The Half-Elf Demigod Part I Han Mori Yōsei no Shinjin (Jō) (半森妖精の神人 [上])            | 30 червня 2022    | ISBN 978-4-047-36555-1 | 21 березня 2023 | ISBN 978-1-975-36056-6 |
| 16 | The Half-Elf Demigod Part II Han Mori Yōsei no Shinjin (Ge) (半森妖精の神人 [下])           | 29 липня 2022     | ISBN 978-4-047-36556-8 | 18 липня 2023   | ISBN 978-1-975-36780-0 |

### Манґа
Манґа адаптація з ілюстраціями Хугіна Міяма, почала виходити в журналі Comp Ace з 26 листопада 2014 року.
| №  | Японською         | Японською              | Англійською       | Англійською            |
| №  | Дата виходу       | ISBN                   | Дата виходу       | ISBN                   |
| -- | ----------------- | ---------------------- | ----------------- | ---------------------- |
| 1  | 26 червня 2015    | ISBN 978-4-04-103071-4 | 28 червня 2016    | ISBN 978-0-316-27227-8 |
| 2  | 25 липня 2015     | ISBN 978-4-04-103072-1 | 27 вересня 2016   | ISBN 978-0-316-39766-7 |
| 3  | 26 грудня 2015    | ISBN 978-4-04-103857-4 | 13 грудня 2016    | ISBN 978-0-316-43425-6 |
| 4  | 25 червня 2016    | ISBN 978-4-04-104399-8 | 31 жовтня 2017    | ISBN 978-0-316-47643-0 |
| 5  | 26 серпня 2016    | ISBN 978-4-04-104400-1 | 23 січня 2018     | ISBN 978-0-316-51724-9 |
| 6  | 26 грудня 2016    | ISBN 978-4-04-104679-1 | 17 квітня 2018    | ISBN 978-0-316-51727-0 |
| 7  | 24 травня 2017    | ISBN 978-4-04-105764-3 | 24 липня 2018     | ISBN 978-1-9753-5335-3 |
| 8  | 26 грудня 2017    | ISBN 978-4-04-106389-7 | 13 листопада 2018 | ISBN 978-1-9753-2813-9 |
| 9  | 26 квітня 2018    | ISBN 978-4-04-106390-3 | 19 лютого 2019    | ISBN 978-1-9753-8284-1 |
| 10 | 26 липня 2018     | ISBN 978-4-04-107168-7 | 21 травня 2019    | ISBN 978-1-9753-5739-9 |
| 11 | 26 лютого 2019    | ISBN 978-4-04-107896-9 | 24 вересня 2019   | ISBN 978-1-9753-3230-3 |
| 12 | 24 вересня 2019   | ISBN 978-4-04-108688-9 | 19 травня 2020    | ISBN 978-1-9753-1296-1 |
| 13 | 24 березня 2020   | ISBN 978-4-04-108689-6 | 1 червня 2021     | ISBN 978-1-9753-2309-7 |
| 14 | 25 листопада 2020 | ISBN 978-4-04-110815-4 | 16 листопада 2021 | ISBN 978-1-9753-2335-6 |
| 15 | 26 липня 2021     | ISBN 978-4-04-111589-3 | 23 серпня 2022    | ISBN 978-1-9753-4485-6 |
| 16 | 26 січня 2022     | ISBN 978-4-04-111590-9 | 22 листопада 2022 | ISBN 978-1-97-535994-2 |
| 17 | 24 червня 2022    | ISBN 978-4-04-112615-8 | 23 травня 2023    | ISBN 978-1-97-536640-7 |
| 18 | 25 березня 2023   | ISBN 978-4-04-113501-3 | —                 | —                      |

### Аніме
Аніме адаптація ранобе від студії Madhouse почалася в 7 липня 2015 року. Після, в 2017 році, з'явилися новини від надійних джерел, що другий сезон почне виходити в січні 2018 року. В кінці 2 сезону творці оголосивши про швидкий вихід 3 сезону в цьому ж 2018 році влітку.

#### Перший сезон
Перший сезон виходив з 7 липня по 29 вересня 2015 року. Кожна серія першого сезону аніме починається з опеннінга «Clattanoia» від OxT, а закінчується «L.L.L.» від Myth &amp; Roid. Перший сезон охоплює перші три книги. Серії виходять в 24 хвилинному форматі. У 2017 році вийшло два фільми компіляції першого сезону. В кінці другого фільму був анонсований 2 сезон аніме. Після виходу основних серій, були випущені 8 філлерних (спеціальних або додаткових) серії в трьох хвилинному форматі. Дані серії називаються «Пле-Плеяди» і переглянувши їх можна трохи краще дізнатися про персонажів. У 2016 році був опублікований OVA, який логічно є продовженням спеціальних серій, і не впливає на основний сюжет.

#### Другий сезон
Другий сезон виходив з 9 січня по 4 квітня 2018 року. Опенінг і ендінг в цьому сезоні також виконали OxT з «Go Cry Go», і Myth &amp; Roid з «Hydra». У дні виходу останніх серій анонсували 3 сезон, який буде випущений в липні 2018 року. Творці не змусили себе чекати і в кінці 2 сезону було оголошено про приблизний вихід 3 сезону. Творці аніме підготували 6 спеціальних мало хронометражних серій, з точки зору сценарію вони є продовженням 13 спеціальних серій першого сезону і OVA.

#### Третій сезон
Третій сезон стартував 10 липня 2018 року. Вступна заставка і фінальний ролик в цьому сезоні також виконали OxT з «Silent Solitude», і Myth &amp; Roid з «Voracity». OxT виконали пісню в кінці, а Myth &amp; Roid — на початку.

### Ігри
Мобільна гра Mass for the Dead вийшла наприкінці 2019 у Японії, а напочатку 2020 року була запущена глобальна англійська версія. Вона отримала погані відгуки, рецензенти відзначили, що «гра досить проста і не пропонує нічого нового порівняно з багатьма іншими подібними гача-іграми». Глобальну версію було закрито 31 березня 2021 року.
17 грудня 2021 було анонсовано гру у жанрі метроїдванія під назвою Overlord: Escape from Nazarick. Вона вийшла 16 червня 2022 року на платформах Nintendo Switch та ПК через Steam.

## Критика
Станом на червень 2015 року, кількість проданих книг склало близько 600 тис. примірників, за даними на серпень 2015 року, книги розійшлися тиражем понад 1,5 млн копій.
За 2016 було продано 711 тис. копій. Разом на 2016 рік продано 2,2 млн копій.
За 2017 було продано 426 тис. копій. Разом на 2017 рік продано 2,6 млн копій.
Ранобе посіло перше місце у 2017 році у щорічному списку-путівнику Kono Light Novel ga Sugoi! від видавництва Takarajimasha в категорії танкобонів. У 2018 році ранобе посіло 4 місце у цьому списку.
Веб-сайт Kotaku у своїй рецензії для аніме Overlord, назвав його «чудовим сильним фентезі», яке «чудово розкриває тему для всіх, хто раніше у MMORPG-ігри».